# Oslo Gospel Choir
Der Oslo Gospel Choir ist ein 1988 von Tore W. Aas gegründeter und geleiteter Gospelchor aus Oslo, Norwegen.

## Musik
Der Oslo Gospel Choir (oft OGC abgekürzt) interpretiert zeitgenössische Gospelmusik, die sich am US-amerikanischen Stil orientiert, sowie die Art christlicher hymnischer Chormusik, die im deutschen Lobpreis und Anbetung, englisch Worship genannt wird. Dabei kommen häufig Solisten zum Einsatz. In der Regel wird der Chor von einer Band in der Besetzung Keyboard, E-Gitarre, E-Bass und Schlagzeug begleitet, hinzu kommen Instrumente wie Hammond-Orgel und Bläsersatz.
Die meisten Stücke schrieb Chorleiter Tore W. Aas, jedoch sind auch traditionelle US-amerikanische Gospelstücke Teil des Repertoires. Die Texte sind überwiegend in englischer Sprache, einige Alben wurden jedoch auch auf Norwegisch und sogar Niederländisch und Lateinisch besungen.
Es ist das selbst erklärte Ziel des Chores, durch Gospelmusik in Kirchen und Konzertsälen den christlichen Glauben zu verkünden und zu bekennen.

## Chor
Der Chor besteht aus etwa 30 jungen Sängerinnen und Sängern in der Besetzung SATB (Sopran, Alt, Tenor, Bass) oder auch SAB (Sopran, Alt, Bariton – alle Männer singen die hohe Lage). Die Mitglieder stammen aus verschiedenen christlichen Gemeinden Oslos.
Im Gegensatz zu „schwarzen“ US-amerikanischen Chören ist der Auftritt des OGC ruhiger: Die Sänger sind einheitlich in Schwarz gekleidet, tragen keine farbigen Kutten, die Choreografie und der Gesangsvortrag sind exakt einstudiert (dennoch locker), weniger spontan und ekstatisch.
Chormitglieder wie Hans Esben Gihle haben über die Produktionen des Oslo Gospel Choirs hinaus Erfolg in der norwegischen Musikszene als Solisten mit einer ähnlichen Musik oder auch wie Lars Fredriksen mit Popmusik.

## Erfolg
OGC tritt vorwiegend in Norwegen auf, reist aber auch regelmäßig auf Tourneen durch verschiedene Länder Europas (vor allem Schweiz und Deutschland). Nachdem der Chor bereits 2003, 2006 und 2007 auf einer Deutschlandtour gewesen war, folgte 2023 zum 35-jährigen Gründungsjubiläum des Chors eine weitere Tournee durch 9 deutsche Städte, darunter Bochum, Karlsruhe und Nürnberg.
Insgesamt gilt der Oslo Gospel Choir als einer der einflussreichsten Gospelchöre bzw. Tore W. Aas als einer der einflussreichsten Gospelkomponisten Europas, dessen Werke von vielen anderen Chören interpretiert werden. In Norwegen kommt ein großer populärer Erfolg hinzu, der sich dort in bislang vier goldenen Alben und einem in Doppel-Platin niedergeschlagen hat. Er sang bei den Winterspielen in Lillehammer (Norwegen) 1994 den Olympia-Song mit der norwegischen Sängerin Sissel Kyrkjebø. Im Februar 2006 nahm der Chor im Stravinski-Auditorium von Montreux eine Live-DVD und -CD auf („This Is the Day – Live in Montreux“). Am 20. November 2008 begann eine Tournee 2008/09 aus Anlass des 20-jährigen Jubiläums, der den OGC zuerst nach Österreich, dann in die Schweiz (Winterthur und Montreux) und nach Deutschland führte. Allein in den ersten 20 Jahren des Bestehens wurden über 1,5 Millionen Alben verkauft.
Mit der CD „Get together“ gewann OGC den GMA Dove Award in der Kategorie „Best International Gospel Album“.

## Diskografie

### Alben
| Jahr | Titel                     | Höchstplatzierung, Gesamtwochen, AuszeichnungChartsChartplatzierungen (Jahr, Titel, Platzierungen, Wochen, Auszeichnungen, Anmerkungen) | Anmerkungen                                           |
| Jahr | Titel                     | NO | Anmerkungen                                           |
| ---- | ------------------------- | --- | ----------------------------------------------------- |
| 1990 | Live                      | NO5 Platin · (9 Wo.)NO | Noah Records                                          |
| 1991 | Get Together              | NO5 ×2Doppelplatin · (11 Wo.)NO | Stageway Records                                      |
| 1992 | In This House             | NO5 ×2Doppelplatin · (6 Wo.)NO | Stageway Records                                      |
| 1992 | Tusen julelys             | NO1 ×4Vierfachplatin · (11 Wo.)NO | BMG Ariola                                            |
| 1994 | Get Up!                   | NO15 Platin · (3 Wo.)NO | BMG Ariola                                            |
| 1996 | Gloria                    | NO30 Gold · (1 Wo.)NO | BMG Ariola, Kirchenmesse                              |
| 1996 | Julekonserten             | NO3 Platin · (3 Wo.)NO | mit Sissel Kyrkjebø & Ole Edvard Antonsen             |
| 1997 | Live In Paris             | NO16 Gold · (6 Wo.)NO | Norske Gram, mit Andraé Crouch                        |
| 1997 | Julenatt                  | NO2 (11 Wo.)NO | Norske Gram                                           |
| 1998 | Celebrate! 1988-1998      | NO9 (5 Wo.)NO | Norske Gram                                           |
| 1999 | Power                     | NO29 Gold · (6 Wo.)NO | Norske Gram                                           |
| 1999 | Julekonserten 10 år       | NO6 Platin · (4 Wo.)NO | mit Sissel Kyrkjebø                                   |
| 2000 | Stilla natt               | NO4 Platin · (7 Wo.)NO | EMI/Norske Gram, mit Tommy Körberg                    |
| 2001 | Live In Chicago           | NO35 (2 Wo.)NO | EMI/Norske Gram                                       |
| 2002 | Det skjedde i de dager    | NO3 ×3Dreifachplatin · (8 Wo.)NO | Kirkelig Kulturverksted, mit Prinzessin Märtha Louise |
| 2005 | Lys i mørket              | NO9 (5 Wo.)NO | Kirkelig Kulturverksted                               |
| 2008 | En stjerne skinner i natt | NO21 Gold · (11 Wo.)NO | Kirkelig Kulturverksted                               |
| 2011 | Lys imot mørketida        | NO2 (51 Wo.)NO | Universal Music Group, mit Maria Mittet               |

Weitere Alben
- 1992: The Christmas Way (BMG Ariola)
- 1997: Reaching Heaven (Master Music (Norwegen), Vertrieb: GMI Music Partners (Niederlande), NO: Gold)
- 2003: Salmeskatt (Kirkelig Kulturverksted, NO: Gold)
- 2004: Joy (Kirkelig Kulturverksted, Gastsänger: Anja Lehmann, Danny Plett und Ralph van Manen)
- 2005: We Lift Our Hands – Part 1 (Master Music Norwegen, Produzent: Tore W. Aas)
- 2006: We Lift Our Hands – Part 2 (Master Music)
- 2006: This Is the Day – Live in Montreux – Part 1 (Power Konzerte CH)
- 2007: This Is the Day – Live in Montreux – Part 2 (Power Konzerte CH)
- 2008: Oslo Gospel Choir – 20 Years – 20 Songs (Kirkelig Kulturverksted)
- 2009: Credo (PK (Profimusic))
- 2009: This Is Christmas (Power Konzerte CH)
- 2010: Come let us sing (Gerth Medien)
- 2011: One true God (GMI Music)
- 2012: Livets Kilde. 12 Davidsalmer (Master Music Norwegen)
- 2013: God Gave Me A Song (Integrity (Gerth Medien))
- 2013: 25 Years Live (CD Baby)
- 2013: Above All (Gerth Medien)
- 2014: Messe for Tro, Hap & Kjaerlighet (Mudi, Kompilation der Produktionen „Credo“, „Gloria“ und „Kjaerlighet“)
- 2014: I Go To The Rock (Gerth Medien, mit Pearl Jozefzoon, der Gewinnerin von „The Voice of Holland“)
- 2014: Amazing Grace (Gerth Medien, Ein Chormusical von Andreas Malessa (Text) und Tore W. Aas (Musik))
- 2014: Best Of Switzerland – Live (Power Konzerte CH)
- 2017: Messiah - The Musical – Part 1 (Asaph Musik)
- 2017: Messiah - The Musical – Part 2 (Asaph Musik)

### Singles
| Jahr | Titel Album                 | Höchstplatzierung, Gesamtwochen, AuszeichnungChartsChartplatzierungen (Jahr, Titel, Album, Platzierungen, Wochen, Auszeichnungen, Anmerkungen) | Anmerkungen      |
| Jahr | Titel Album                 | NO | Anmerkungen      |
| ---- | --------------------------- | --- | ---------------- |
| 2006 | En stjerne skinner i natt – | NO7 (15 Wo.)NO |                  |
| 2011 | En stjerne skinner i natt – | NO11 (4 Wo.)NO | mit Maria Mittet |

Weitere Singles
- 2009: Come to Bethlehem (Master Music Norwegen)